# Скшишув (Малопольське воєводство)
Скшишув (пол. Skrzyszów) — село в Польщі, у гміні Скшишув Тарновського повіту Малопольського воєводства.
Населення — 3754 особи (2011).
У 1975—1998 роках село належало до Тарновського воєводства.

## Географія
Селом протікає річка Вонток.

## Демографія
Демографічна структура станом на 31 березня 2011 року:
|          | Загалом | Допрацездатний вік | Працездатний вік | Постпрацездатний вік |
| -------- | ------- | ------------------ | ---------------- | -------------------- |
| Чоловіки | 1834    | 424                | 1220             | 190                  |
| Жінки    | 1920    | 410                | 1130             | 380                  |
| Разом    | 3754    | 834                | 2350             | 570                  |